# El Rocío (San Cristóbal de La Laguna)
El Rocío es un barrio del municipio de San Cristóbal de La Laguna en la isla de Tenerife (Islas Canarias, España), limítrofe con el municipio de Santa Cruz de Tenerife. 
El barrio toma su nombre de la Virgen del Rocío que es una réplica de la que se venera en la aldea de El Rocío en Almonte (Huelva, Andalucía). Sus fiestas se celebran durante el mes de junio.